# París-Niza 1985
La París-Niza 1985, fue la edición número 45 de la carrera, que estuvo compuesta de nueve etapas y un prólogo disputados del 3 al 10 de marzo de 1985. Los ciclistas completaron un recorrido de 1.187 km con salida en Nanterre y llegada a Col d'Èze, en Francia. La carrera fue vencida por el irlandés Sean Kelly, que fue acompañado en el podio por su compatriota Stephen Roche y el estadounidense Frédéric Vichot. 
Sean Kelly consigue un cuarta París-Niza consecutiva de las siete que acabaría ganando. 

## Resultados de las etapas
| Etapa                  | Fecha       | Recorrido                              | km       | Ganador          | Líder            |
| ---------------------- | ----------- | -------------------------------------- | -------- | ---------------- | ---------------- |
| Prólogo                | 3 de marzo  | Nanterre (CRI)                         | 6.4 km   | Alan Peiper      | Alan Peiper      |
| 1ª etapa               | 4 de marzo  | Avallon-Dole                           | 197.5 km | Eddy Planckaert  | Alan Peiper      |
| 2ª etapa               | 5 de marzo  | Dole-Saint-Trivier-sur-Moignans        | 181 km   | Marc Madiot      | Bert Oosterbosch |
| 3ª etapa               | 6 de marzo  | Châtillon-sur-Chalaronne - Sant-Etiève | 176 km   | Eddy Planckaert  | Alan Peiper      |
| 4.ª etapa, 1.er sector | 7 de marzo  | Donzère-Bédoin                         | 98 km    | Joël Pelier      | Joël Pelier      |
| 4.ª etapa, 2.º sector  | 7 de marzo  | Bédoin-Carpentras (CRE)                | 35 km    | Panasonic        | Joël Pelier      |
| 5.ª etapa              | 8 de marzo  | Carpentras-Gréoux-les-Bains            | 211 km   | Bert Oosterbosch | Frédéric Vichot  |
| 6ª etapa               | 9 de marzo  | Gréoux-les-Bains -Mandelieu-la-Napoule | 171 km   | Pedro Muñoz      | Frédéric Vichot  |
| 7.ª etapa, 1.er sector | 10 de marzo | Mandelieu-la-Napoule-Niza              | 100 km   | Charly Mottet    | Frédéric Vichot  |
| 7.ª etapa, 2.º sector  | 10 de marzo | Niza-Col d'Èze (CRI)                   | 11 km    | Stephen Roche    | Sean Kelly       |

## Etapas

### Prólogo
3-03-1985. Nanterre, 6.4 km. CRI
|   | Ciclista         | Equipo                 | Tiempo |
| - | ---------------- | ---------------------- | ------ |
| 1 | Alan Peiper      | Peugeot-Shell-Michelin | 8' 13" |
| 2 | Bert Oosterbosch | Panasonic              | + 1"   |
| 3 | Laurent Fignon   | Renault-Elf            | + 10"  |

### 1ª etapa
4-03-1985. Avallon-Dole, 197.5 km.
|   | Ciclista          | Equipo    | Tiempo     |
| - | ----------------- | --------- | ---------- |
| 1 | Eddy Planckaert   | Panasonic | 5h 43' 31" |
| 2 | Walter Planckaert | Panasonic | m. t.      |
| 3 | Sean Kelly        | Skil-Sem  | m. t.      |

### 2ª etapa
5-03-1985. Dole-Saint-Trivier-sur-Moignans 181 km.
|   | Ciclista         | Equipo      | Tiempo     |
| - | ---------------- | ----------- | ---------- |
| 1 | Marc Madiot      | Renault-Elf | 4h 43' 00" |
| 2 | Bert Oosterbosch | Panasonic   | m. t.      |
| 3 | Frits Pirard     | Skil-Sem    | + 4"       |

### 3ª etapa
6-03-1985. Châtillon-sur-Chalaronne-Sant-Etiève 176 km.
|   | Ciclista        | Equipo     | Tiempo     |
| - | --------------- | ---------- | ---------- |
| 1 | Eddy Planckaert | Panasonic  | 4h 46' 19" |
| 2 | Sean Kelly      | Skil-Sem   | m. t.      |
| 3 | Nico Verhoeven  | Skala-Skil | m. t.      |

### 4ª etapa, 1º sector
7-03-1985. Donzère-Bédoin, 98 km.
|   | Ciclista        | Equipo      | Tiempo     |
| - | --------------- | ----------- | ---------- |
| 1 | Joël Pelier     | Skil-Sem    | 2h 25' 31" |
| 2 | Frédéric Vichot | Skil-Sem    | + 12"      |
| 3 | Charly Mottet   | Renault-Elf | m. t.      |

### 4.ª etapa, 2.º sector
7-03-1985. Bédoin-Carpentras, 35 km. (CRE)
|   | Equipo     | Tiempo  |
| - | ---------- | ------- |
| 1 | Panasonic  | 45' 42" |
| 2 | Skil-Sem   | + 8"    |
| 3 | La Redoute | + 52"   |

### 5ª etapa
8-03-1985. Carpentras-Gréoux-les-Bains, 211 km.
|   | Ciclista         | Equipo        | Tiempo     |
| - | ---------------- | ------------- | ---------- |
| 1 | Bert Oosterbosch | Panasonic     | 5h 41' 13" |
| 2 | Marc Gomez       | La Vie Claire | + 8"       |
| 3 | Sean Kelly       | Skil-Sem      | + 51"      |

### 6ª etapa
9-03-1985. Gréoux-les-Bains-Mandelieu-la-Napoule, 171 km.
|   | Ciclista      | Equipo    | Tiempo     |
| - | ------------- | --------- | ---------- |
| 1 | Pedro Muñoz   | Fagor     | 4h 41' 33" |
| 2 | Sean Kelly    | Skil-Sem  | + 40"      |
| 3 | Phil Anderson | Panasonic | m. t.      |

### 7ª etapa, 1º sector
10-03-1985. Mandelieu-la-Napoule-Niça, 94 km.
|   | Ciclista             | Equipo      | Tiempo     |
| - | -------------------- | ----------- | ---------- |
| 1 | Charly Mottet        | Renault-Elf | 2h 37' 48" |
| 2 | Jean-Paul van Poppel | Skala-Skil  | + 19"      |
| 3 | Sean Kelly           | Skil-Sem    | m. t.      |

### 7.ª etapa, 2.º sector
10-03-1985. Niza-Col d'Èze, 11 km. CRI
|   | Ciclista              | Equipo        | Tiempo  |
| - | --------------------- | ------------- | ------- |
| 1 | Stephen Roche         | La Redoute    | 20' 52" |
| 2 | Sean Kelly            | Skil-Sem      | + 1"    |
| 3 | Jean-François Bernard | La Vie Claire | + 59"   |

## Clasificaciones finales

### Clasificación general
| Pos. | Ciclista          | Equipo                 | Tiempo      |
| ---- | ----------------- | ---------------------- | ----------- |
|      | Sean Kelly        | Skil-Sem               | 31h 10' 19" |
| 2    | Stephen Roche     | La Redoute             | + 23"       |
| 3    | Frédéric Vichot   | Skil-Sem               | + 54"       |
| 4    | Phil Anderson     | Panasonic              | + 1' 04"    |
| 5    | Pedro Muñoz       | Fagor                  | + 1' 56"    |
| 6    | Robert Millar     | Peugeot-Shell-Michelin | + 2' 11"    |
| 7    | Eric Caritoux     | Skil-Sem               | + 2' 17"    |
| 8    | Pascal Simon      | Peugeot-Shell-Michelin | + 2' 21"    |
| 9    | Charly Mottet     | Renault-Elf            | + 2' 33"    |
| 10   | Jean-Marie Grezet | Skil-Sem               | + 2' 35"    |